# Xysticus jiangi
Xysticus jiangi är en spindelart som beskrevs av Peng, Yin och Kim 2000. Xysticus jiangi ingår i släktet Xysticus och familjen krabbspindlar. Inga underarter finns listade i Catalogue of Life.